# Aeródromo Lequecahue
El Aeródromo Lequecahue (OACI: SCQK) es un terminal aéreo ubicado junto a la ciudad de Tirúa, Provincia de Arauco, Región del Biobío, Chile. Este aeródromo es de carácter público.